# Acanthurus leucopareius
Acanthurus leucopareius är en fiskart som först beskrevs av Jenkins, 1903.  Acanthurus leucopareius ingår i släktet Acanthurus och familjen Acanthuridae. IUCN kategoriserar arten globalt som livskraftig. Inga underarter finns listade i Catalogue of Life.

## Bildgalleri

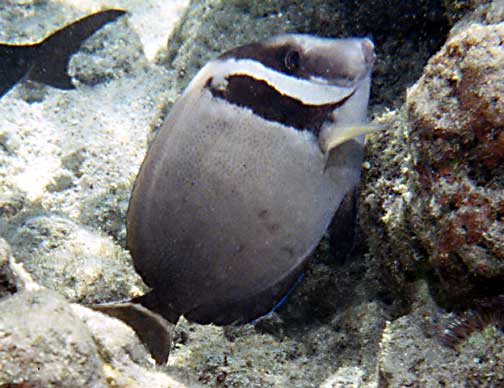